# Харун ар-Рашид
Абу́ Джафа́р Хару́н ибн Муха́ммад, более известный как Хару́н ар-Раши́д (араб. هارون الرشيد‎; 17 марта 763 или 16 февраля 766 (вероятнее вторая дата), Рей, Иран, Аббасидский халифат — 24 марта 809, Тус, Аббасидский халифат) — арабский халиф из династии Аббасидов с 17 сентября 786 по 24 марта 809 года. Прозвище ар-Рашид («Праведный») получил не от потомков, а от своего отца, халифа аль-Махди.
С правления ар-Рашида принято отсчитывать золотой век ислама и халифата. Вместе с тем правление ар-Рашида ознаменовалось сепаратистскими восстаниями в Дейлеме, Сирии и других областях. В 796 году он перевёл свой двор из Багдада в эр-Ракку. За пределами арабского мира Харун широко известен как один из центральных персонажей «Тысяча и одной ночи».

## Биография

### Происхождение и ранние годы
Согласно общепринятому мнению, будущий халиф Харун родился в Рее на территории завоёванного арабами Ирана либо в феврале 766, либо в марте 763 года. По уточнённым данным, которые привёл британский востоковед К. Э. Босуорт в статье для энциклопедии «Ираника», он родился либо 17 марта 763, либо 16 февраля 766 года, причём учёный посчитал вторую дату более вероятной. Этот же год указан и в 13-томной «Энциклопедии античной истории» 2012 года, специализированной «Энциклопедии „Тысячи и одной ночи“» 2004 года. Его же указал британский востоковед Хью Кеннеди. В то же время советский и российский историк-востоковед И. М. Фильштинский посчитал более правильным, что Харун родился в 763 году. Согласно арабскому историку и географу X века аль-Масуди, когда Харун стал халифом (17 сентября 786 года) ему был 21 год, а умер он в возрасте 44 лет и 4 месяцев, при этом Масуди датировал его смерть 25 марта 808 года, что на год ранее общепринятой (24 марта 809 года). Согласно ат-Табари, Харун родился в 148 году хиджры (то есть 765—766 году от Р.Х.). Город представлял собой хорошо укреплённую цитадель, обнесённую несколькими рвами. По сообщениям хронистов, Харун всегда с удовольствием вспоминал о месте своего рождения.
Отцом Харуна был халиф Мухаммад ибн Мансур аль-Махди из дома Аббасидов, второй династии во главе Арабского халифата, а матерью — Хайзуран, рабыня родом из Йемена, волевая женщина, оказавшая значительное влияние на жизнь халифата в годы правления своего мужа и сыновей. Их брак состоялся около 774/75 года. По словам Монтгомери Уотта, на момент рождения Харуна его старшему брату аль-Хади было 4 года. Их младший брат Ибрахим получил известность как стихотворец и певец.
Когда Харуну исполнилось 3 или 4 года, его отец перевёз семью в Багдад, основанный приблизительно за год до рождения сына. Семья поселилась во дворце на берегу Тигра, ранее возведённом для аббасидских халифов. Образование, которое получил будущий правитель халифата, не отличалось от того, которое обычно получают дети его общества: Харуна окружали учёные, поэты и музыканты, выбранные лично аль-Махди. Как и у других принцев, его обучение началось в 5 лет и длилось до пятнадцати. В первую очередь Харуна обучали азам исламского права, Корану, включая его толкование и предания, а также философии, хадисам и ранней истории ислама. Согласно аль-Масуди, среди его учителей был аль-Кисаи, языковед и грамматик, знаменитый чтец Корана и один из основателей куфийской школы арабской грамматики. Но главным из его учителей историки называют Яхью ибн Халида из дома Бармакидов, одного из наиболее выдающихся правителей арабского мира в то время. Харун величал его «отцом». Яхья упоминается как «великодушный покровитель» в «Сказках тысячи и одной ночи». В 13 лет он стал «личным секретарём» принца и обладал «высочайшими полномочиями». Члены его рода, после принятия ислама, не раз становились близкими друзьями халифов или их государственными советниками.
Ещё до совершеннолетия Харуна назначили руководителем двух карательных экспедиций против основного противника халифата — Византии: в 780 и 782 годах. Командующим он был номинальным, поскольку руководили армией куда более опытные полководцы, но в то же время о его важном положении в армии писали не только арабские, но и другие источники, в частности армянский историк VIII века Гевонд. В ходе первой из экспедиций арабам удалось захватить Самарру. Вторая же окончилась ещё более решительной победой мусульман и заключением мира на их условиях, а также первым в истории Аббасидского халифата достижением пролива Босфор. За этот успех Харун получил от своего отца титул «ар-Рашид», что переводится как «Праведный» (в его случае он означал «праведный борец за веру»). Аль-Махди назначил его вторым после старшего брата в линии наследования халифата, а также даровал в управление Тунис, Египет, Сирию, Армению и Азербайджан. Будущий халиф управлял регионами при опекунстве Яхьи, который получил должность главы «дивана ар-расаил», то есть «диван посланий». По предположению Уотта, назначение Харуна на должность вали было осуществлено с ведома, а, возможно, и предложения самого Яхьи и Хайзуран. По имеющимся в ряде исторических источников данным, они практически убедили аль-Махди назначить Харуна своим единственным законным преемником, однако тот скончался, так и не изменив закона о престолонаследии. Когда вскоре скончался аль-Хади, в халифате ходило немало слухов о том, что его могла убить Хайзуран, волевая женщина, которую он не допускал к власти. Данная версия широко распространена в арабских исламских источниках, например, арабский теолог X—XI веков Абу Хамид аль-Газали называл Харуна ар-Рашида «узурпатором», хотя в то же время существует и альтернативное мнение о том, что аль-Махди скончался от болезни.

### Правление
Таково было великолепие и богатство его правления, что век тот нарекли «Блаженным»

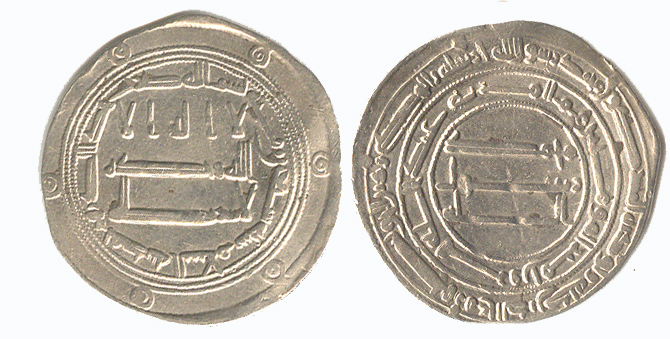
Серебряный дирхам, чеканенный в Мадинат-ас-Саламе (Багдад) в 170 хиджры (786 год). На оборотной стороне, внутренняя маргинальная надпись гласит: «По приказу раба Аллаха, Харуна, повелителя правоверных»

По дате начала правления Харуна также есть разночтения. Французский востоковед Андре Кло назвал лишь сентябрь 786 года. Уотт уточнил дату до 14 сентября, день вероятной смерти аль-Хади. Босуорт в Иранике и Фархад Омар в «Энциклопедии ислама» не назвали точную дату, однако отметили, что он не мог стать халифом ранее смерти брата, которую они также датировали 14 сентября. При этом аль-Масуди писал о том, что Харун стал правителем 17 сентября 786 года — именно эту дату он обозначил как день смерти халифа аль-Махди, которая в целом также является спорной. В частности британский арабист Хью Кеннеди тоже не назвал конкретную дату — лишь середину сентября 786 года, а историк Надида Бозкурт в статье для турецкой «Исламской энциклопедии» датировала это событие 15 сентября 786 года, отметив однако, что есть мнения о том, что аль-Хади скончался 10, 14 или 17 числа.
Первым указом Харуна на посту правителя страны, что простиралась от Атлантики до Индии, стало назначение Яхьи ибн Халида на должность своего нового визиря. В это время новый халиф не правил государством самостоятельно, а окружил себя корпусом администраторов, который создал сам визирь и в котором наиболее важные должности заняли его сыновья — аль-Фадль и Джафар. Другим влиятельным человеком при дворе была мать халифа Хайзуран, которая де-факто и правила государством совместно с Яхьёй вплоть до своей смерти в 789 году. После этого империю продолжали контролировать Бармакиды, которые находились у власти вплоть до  года, когда по не совсем изученным обстоятельствам попали в опалу и были низложены.
Разве ты не видел, что солнце было больным.
А когда стал править Харун, засияло оно снова.
Везением Доверенного Аллаха Харуна, обладателя щедрости.
Харун — правитель [солнца], а Йахйа вазир его
Как самостоятельное, так и в годы могущества Бармакидов правление Харуна ар-Рашида отметилось политической нестабильностью. Значительная часть империи пострадала от политических и социальных потрясений. В разное время в Египте, Сирии, Индии и Йемене гремели восстания, на подавление которых приходилось отправлять все имеющиеся силы. Так в Египте мятежники были недовольны высоким налогообложением, которому правительство подвергало самую богатую провинцию своей империи. Отказ от собственноручного правления со стороны халифа Аббасидов, напряжённость в отношениях между арабами и неарабами, религиозные разногласия и тирания со стороны подчинённых Харуна способствовали распространению беспорядков, хотя большинство восстаний и удалось успешно подавить. Тем не менее, мятежники поднимались один за другим с новой силой, несмотря на выраженную жестокость при подавлении некоторых из них. Ещё до начала правления Харуна империя потеряла Магриб и аль-Андалус; позже, когда халифа вынудили предоставить наместничество Ибрахиму ибн аль-Аглабу, от халифата отделилась Ифрикия (с центром в Кайруане в современном Тунисе). В обмен на независимость аль-Аглаб обязывался осуществлять крупный ежегодный платёж в казну халифата, что положило конец правлению династии Аббасидов к западу от Египта. Вслед за Ифрикией подобного полуавтономного или де-факто независимого статуса добились многие династии на местах. В то же время халиф успешно вёл войны за веру, неоднократно объявляя джихад против византийцев, а также лично руководил крупномасштабными вторжениями в Анатолию в 803, 804 и 806 годах. Жившие намного позднее окончания правления Харуна авторы «Тысячи и одной ночи» вспоминали, что он предвосхитил зенит исламской культуры и торговли, а также пик могущества династии Аббасидов: несмотря на то, что многие исламские историки и летописцы значительную часть своих «всеобщих историй» посвятили войнам, большую часть времени правления Харуна ар-Рашида громадная исламская империя жила в мире и спокойствии.
После смерти Харуна 24 марта 809 года во время военного похода с целью подавления восстания Рафи ибн Лейса, Аббасидский халифат впал в состояние гражданской войны и анархии и так никогда более и не вернул былую славу, вскоре попав под власть шиитов-Буидов.

## Дети, правившие государством после смерти отца
- Мухаммад аль-Амин — сын Харуна ар-Рашида и Зубейды, его двоюродной сестры. Правил государством с 809 года по 813 года. Свергнут и казнен вторым братом аль-Мамуном.
- Абдуллах аль-Мамун — сын Харуна ар-Рашида и персидской наложницы. В 813 году сверг старшего брата с престола и управлял Аббасидским государством до 833 года.
- Аль-Мутасим Биллах — младший сын Харуна ар-Рашида и наложницы тюркского происхождения из Туркестана по имени Марида. Воцарился в 833 году и провёл реформу в армии, сформировав её практически полностью из тюрок, что впоследствии привело к гражданской войне, анархии и возвышению последних.

## Образ в культуре
Идеализирован в сборнике сказок «Тысяча и одна ночь», также встречается в фольклоре племени суахили в сказках об Абу Нувасе.
Присутствует в мини-сериале «Арабские приключения».
«Анналы королевства франков» сообщают об отправке Харун ар-Рашидом слона Абуль-Аббаса в качестве подарка императору Карлу Великому.
В стихотворении Николая Глазкова,
Был Гарун-аль-Рашид когда-то
Полновластным халифом Багдада.
И придворные, лицемеря,
Говорили ему, что в Багдаде
Преисполнено всё благодати,
Но Гарун-аль-Рашид им не верил.
Он, себя за купца выдавая,
Посещал караван-сараи
И, вино распивая, от пьяных
Узнавал обо всех изъянах.
Был Гарун-аль-Рашид халифом,
Но не верил ни льстивым фразам,
Ни причёсанным сводкам-мифам,
А старался быть ближе к массам!